# Novara Calcio
Novara Calcio ist ein italienischer Fußballverein, der 1908 gegründet wurde und derzeit in der Serie C spielt, der dritthöchsten Liga im italienischen Profifußball.

## Geschichte

### Anfänge
Im Dezember 1908 wurde die FAS (Football Association Studenti), die der Kern von Novara Calcio wurde, von acht 15- bzw. 16-jährigen Schülern aus Novara, unter ihnen Giovanni Canestrini, gegründet. Im Novara jener Tage gab es eine Vielzahl solch kleiner Schüler- und Studentenclubs für Fußball. Im November 1912 wurden die besten Spieler aus diesen Teams aufgefordert, sich zu einem Verein namens Novara Calcio zusammenzuschließen und in der italienischen Meisterschaft mitzuspielen. Am 3. November 1912 war das erste Spiel von Novara Calcio. Gegen einen Vorläuferverein des Torino Football Club wurde 2:1 verloren.
Im folgenden Jahr nahm Novara Calcio erstmals an der italienischen Fußballmeisterschaft teil, kam aber über die Vorrunde nicht hinaus. Ähnlich verliefen die folgenden Meisterschaften. Nach der Gründung der Serie A zur Saison 1929/30 spielte Novara Calcio zunächst in der zweitklassigen Serie B. In der Saison 1936/37 war man erstmals in der Serie A zu finden, stieg aber sogleich als Vorletzter zusammen mit der US Alessandria wieder ab. Es folgte der direkte Wiederaufstieg und in der Saison 1938/39 sogar der Klassenerhalt, während die US Livorno und der FC Lucca absteigen mussten. In der Folgesaison erreichte Novara den neunten Tabellenrang, musste aber 1940/41 wieder in die Serie B gehen, nachdem man nur Vorletzter wurde, punktgleich mit dem Drittletzten Lazio Rom, das sich retten konnte. Diesmal verpasste Novara den direkten Wiederaufstieg und spielte bis zum Ausbruch des Zweiten Weltkrieges in der Serie B. Von 1939 bis 1940 stand der spätere Schauspieler Raf Vallone im Kader.
In diesen Jahren bildete Novara Calcio zusammen mit Pro Vercelli, der AS Casale und der US Alessandria das piemontesische Viereck.

### Erstklassigkeit
Nach dem Krieg spielte das Team acht Meisterschaften in der obersten Spielklasse zwischen 1948 und 1956. In dieser Zeit spielte ein Spieler bei Novara Calcio, der als „Adler von Vespucci“ in die Geschichtsbücher des italienischen Fußballs eingehen sollte: Silvio Piola. Er wurde Weltmeister 1938 und absolvierte 34 Spiele für die italienische Fußballnationalmannschaft (30 Tore). Piola spielte insgesamt über 300 Mal in der Serie A, unter anderem für Juventus Turin und Lazio Rom. 1947 kam er dann zu Novara Calcio, wo er bis zum Ende seiner Karriere blieb und 185 Ligaspiele für Novara bestritt, in denen er 86 Tore erzielte. In diese Zeit fiel auch der größte Erfolg von Novara in der Liga, der achte Platz in der Saison 1951/52. 1956 folgte dann jedoch der Abstieg in die Serie B durch einen vorletzten Platz in der Serie A, zusammen mit dem Letzten Pro Patria Calcio, fünf Jahre später, 1961, musste Novara sogar den Gang in die drittklassige Serie C1 antreten.

### Zwischen Serie B und C
Im Jahre 1977 feierte Novara noch einmal eine Meisterschaft in der Serie B, aber der Verein musste wegen finanziellen Unregelmäßigkeiten in die Serie C1 absteigen. Wenig später folgte der sportliche Abstieg in die Serie C2. Mit diesem Abstieg begann eine zwei Jahrzehnte lange Leidenszeit für den Verein. In der Saison 1995/96 kam Novara Calcio in die Serie C1 zurück, aber die Freude über dieses Ergebnis währte nicht lange, denn im folgenden Jahr stiegen die Blau-Weißen wieder in die Viertklassigkeit ab.
In der Saison 2002/03 konnte Novara Calcio wieder in die Serie C1 aufsteigen. In der Saison 2009/10 erreichte die Mannschaft in der Coppa Italia das Achtelfinale, wo man an der AC Mailand scheiterte, nachdem zuvor bereits die AS Pescina Valle del Giovenco, der FC Modena, der FC Parma und die AC Siena besiegt wurden. In der gleichen Spielzeit sicherte sich Novara durch einen ersten Platz in der Lega Pro Prima Divisione den Aufstieg in die Serie B.

### Kurze Rückkehr in die Serie A
In der Saison 2010/11 spielte Novara stets ganz oben mit und erreichte am Ende der Saison den dritten Tabellenrang hinter der AC Siena und Atalanta Bergamo. Damit war man berechtigt, an den Play-off-Spielen um den Aufstieg in die Serie A teilzunehmen, wo man im Halbfinale gegen Reggina Calcio gewinnen konnte und im Endspiel auf Calcio Padova traf, das seinerseits die AS Varese besiegt hatte. Nachdem das Hinspiel in Padua mit einem torlosen Remis zu Ende gegangen war, gewann Novara Calcio im Rückspiel mit 2:0 und entschied das Aufstiegs-Play-off damit für sich. In der Saison 2011/12 startete der Verein erstmals seit 55 Jahren wieder in der Serie A, konnte die Saison aber nur auf dem vorletzten Platz abschließen und stieg wieder in die Serie B ab. Wegen Verwicklungen in den italienischen Fußballwettskandal von 2011 musste Novara die Saison 2012/13 mit vier Strafpunkten beginnen. Am Ende wurde man Fünfter und verpasste den direkten Wiederaufstieg erst in den Playoffs, wo man im Halbfinale dem FC Empoli mit 2:5 nach Hin- und Rückspiel unterlegen war. Am Ende der Saison 2013/14 stieg Novara (nach Entscheidungsspielen gegen Varese) in die Serie C ab. Dort (Serie C, Gruppe A) wurde Novara in der darauffolgenden Saison Meister und stieg wieder in die Serie B auf.

## Erfolge
- Serie B: 1926/27, 1937/38, 1947/48
- Serie C: 1964/65, 1969/70, 2014/15
- Lega Pro Prima Divisione: 2009/10
- Serie C2: 1994/95
- Coppa Italia: Finalist 1938/39

## Ehemalige Spieler
- Klaus Bachlechner
- David Bettoni
- Helge Christian Bronée
- Gino Cappello
- Davide Corti
- Antonello Cuccureddu
- Luigi Delneri
- Attilio Demaría
- Pietro Ferraris
- Giuseppe Gemiti
- Nicola Iannotti
- Simone Inzaghi
- Ludwig Janda
- Lajos Kovács
- Elia Legati
- Giovanni Lodetti
- Federico Munerati
- Marco Negri
- Piero Pasinati
- Bruno Pesaola
- Silvio Piola
- Tiziano Polenghi
- Ivan Radovanović
- Pietro Rava
- Kjell Rosén
- Samir Ujkani
- Massimiliano Vieri
- Valerio Virga
- Renato Zaccarelli

## Ehemalige Trainer
- Adolfo Baloncieri
- Antonio Cabrini
- Eugenio Corini
- Luigi Delneri
- Ferenc Molnár
- Emiliano Mondonico
- Giuseppe Milano
- Carlo Parola
- Carlo Rigotti
- Árpád Weisz
- Attilio Tesser